# Arrakis
Dune
Pour les articles homonymes, voir Dune (homonymie).
 (février 2024).

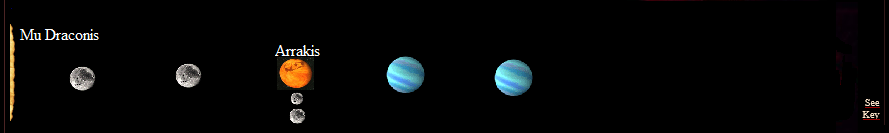
Diagramme du système stellaire fictif de Arrakis (Dune)

Arrakis est une planète imaginaire de l'univers du Cycle de Dune de Frank Herbert. Également appelée Dune, c'est une planète-désert entièrement couverte de sable et de roches, parcourue par les immenses vers des sables. Malgré cela, elle joue un rôle crucial dans l'économie galactique, puisqu'elle constitue l'unique source d'Épice. Quelques villes ont été fondées à sa surface, dont la capitale Arrakeen, mais la majeure partie de sa population est constituée des Fremen, nomades qui parcourent le désert.

## Écosystème
Arrakis est décrite comme une planète extrêmement sèche sans précipitations, sans étendue d'eau en surface ni nuages. En revanche, son atmosphère présente un mélange respirable de 75,4 % d'azote, 23 % d'oxygène, 0,023 % de dioxyde de carbone et d'autres gaz en traces. Entièrement couverte de sable où affleurent des rochers, la vie y est pauvre et clairsemée, adaptée au manque d'eau et à la chaleur importante. La température à la surface du sable peut atteindre 350 kelvins soit environ 77 degrés Celsius.
Dans le désert, soufflent régulièrement de grandes tempêtes de sable extrêmement violentes. Ces tempêtes, nommées tempêtes Coriolis, sont des phénomènes météorologiques majeurs sur Arrakis. Le vent soufflant sur les plaines voit alors sa force accrue par la révolution de la planète pour atteindre parfois 700 kilomètres à l'heure. Le sable soulevé peut ainsi détruire toute machine prise dans la tempête.
La planète orbite autour d'une étoile simple et possède deux lunes. Sur l'une d'entre elles semble se dessiner un poing humain, sur l'autre est visible la forme d'une gerboise, que les Fremens appellent Muad'dib (en).
La vie sur Dune s'est adaptée aux conditions extrêmes. De la végétation mutante a été adaptée à la planète au cours de colonisations passées, mais elle reste rare. La plupart des animaux sont de petite taille, principalement des rongeurs, des oiseaux et surtout de petits invertébrés, des créatures plus grandes ne pouvant survivre au manque d'eau (les contrebandiers utilisent parfois des ânes du désert pour leur transport d'épice, mais cet animal doit alors être protégé par un distille). Les seules bêtes de grande taille sont les vers des sables, qui, au contraire, fuient l'eau qui est un poison pour eux. Il semblerait d'ailleurs que les vers soient la seule espèce endogène de la planète. Les vers produisent l'épice qui est la principale exportation de Dune.
La végétation est également très peu développée. Les rares arbres sont entretenus par les humains et l'arrosage de l'un d'entre eux est une activité très coûteuse, qui nécessite l'eau nécessaire à toute une famille. Une bonne part de l'eau consommée sur Arrakis par les populations des villages et des cités est extraite de la petite calotte polaire par des marchands d'eau (l'importation depuis une autre planète serait d'un coût prohibitif). Mais les Fremens du désert, qui recueillent l'humidité de l'atmosphère, de la rosée, ou des corps de leurs morts, entretiennent de plus vastes réserves. Ils conservent l'eau dans des bassins souterrains et des qanats en vue de la terraformation future de la planète dont le projet fut établi par Pardot Kynes le père de Liet Kynes.

## Géographie
Seule la partie nord de la planète est habitable et explorée par l'administration impériale. Il y règne une température élevée et la calotte glaciaire est extrêmement réduite. Le sud de la planète est recouvert par un important désert ponctué de formations rocheuses et habité par les gigantesques Vers des sables, rendant presque impossibles les déplacements au sol. Des étendues de sable salé témoignent de la présence passée d'eau en grande quantité, lacs ou mers, mais elle semble s'être évaporée bien avant la colonisation humaine. Malgré tout, il subsiste des traces d'humidité dans l'air que les Fremens collectent à l'aide de pièges à vent dans leurs sietchs, des petits villages excavés dans la roche.
Au-delà du Grand Bouclier, ligne de falaises empêchant le passage de ces monstres, plusieurs villes et villages existent, peuplés majoritairement de Fremens (le peuple libre), de contrebandiers et du personnel de la maison régnante. C'est là que se trouve Arrakeen, capitale traditionnelle de la planète, ainsi que Carthag, la résidence des Harkonnens. Dans le grand désert subsistent des stations d'étude désaffectées, vestiges des premières colonisations.
La plupart des planètes de l'Imperium disposent de satellites météo permettant de contrôler le climat et de terraformer les planètes impropres à la vie humaine. Toutefois, Dune ne dispose pas d'engins de ce type et n'est même pas cartographiée dans sa partie sud, la Guilde Spatiale demandant des sommes extravagantes pour ces services. En réalité, le climat désertique est essentiel à la survie des vers des sables, producteurs de l'épice dont usent les Navigateurs pour déplacer les vaisseaux dans l'espace. De plus, les Fremens soudoient la Guilde pour que leurs projets secrets de terraformation ne puissent être remarqués par un observateur en orbite.

## Histoire
Dune est colonisée à l'époque du Jihad Butlérien par des esclaves Zensunni, les ancêtres des Fremens.
La planète est un fief impérial que l'empereur peut accorder à une maison selon ses désirs. Au moment où commencent les évènements de Dune, la maison Atréides en reçoit le contrôle de la main de l'empereur Shaddam IV au détriment de la maison Harkonnen, accentuant ainsi l’antagonisme déjà existant entre ces deux grandes familles de l’Empire.
Il s'agit en réalité d'un piège orchestré par le baron Harkonnen et l'empereur afin d'éliminer définitivement le duc Leto Atréides et sa maison. Après la mort du duc, son héritier Paul et sa mère, Jessica, élève du Bene Gesserit, s'enfuient dans le désert et sont recueillis par Stilgar, un chef fremen qui les accueille au sietch Tabr. Considéré comme un messie par les Fremen et devenu prescient grâce à l'Épice, Paul les mène à l'assaut contre Arrakeen, renverse l'empereur et s'empare du pouvoir. Arrakis devient alors la capitale politique et religieuse de l'empire sous la domination des Atréides.
Après la disparition de Paul, son fils Leto II fusionne avec les truites des sables, stade embryonnaire du ver, et devient l'Empereur-Dieu de Dune grâce au contrôle absolu qu'il exerce sur la production de l'Épice. Dune ayant été terraformée entièrement sous son règne, il devient le dernier Ver des sables vivant sur la planète, dont le nom a évolué en Rakis. Sous son règne, la ville d'Arrakeen laisse place à Onn, la Cité Festive, où les pèlerins affluent en masse chaque décennie pour avoir la chance d'apercevoir leur souverain. La mort de l’Empereur-Dieu après 3500 ans de règne entraîne la Grande Dispersion des humains dans l'univers, mais aussi le retour du désert. La planète retrouve le mode de vie de l'ancienne Arrakis, et les mêmes coutumes liées à l'eau. Elle est gouvernée par un corps de prêtres installés à Keen, l'ancienne Arrakeen.
Lors du retour de la Dispersion, les Honorées Matriarches, organisation mystérieuse et violente, provoque la destruction de la planète par armes atomiques. Il demeure un unique ver ayant été capturé et entrainé sur la Planète du Chapitre Bene Gesserit qui permet de perpétuer l'espèce et la production d'épice.
La surface de la planète est alors vitrifiée, mais il reste une atmosphère ténue qui permet encore d'accueillir un peu de vie. Des contrebandiers y cherchent des vestiges de Paul et de Leto pour les revendre là où ils sont vénérés. Le Tleilaxu Tylwyth Waff s'y installe avec ce qui lui reste de vers des sables pour tenter de les y réimplanter en les renforçant pour qu'il puissent percer la croute de verre, dans le peu de temps qu'il lui reste à vivre. Sa tentative échoue, les derniers vers qu'il a modifié meurent à la surface. C'est alors que les vers des sables d'origine percent eux aussi la surface et le dévorent montrant que Dune peut revivre de ses cendres.